# Basilosaurus
Genre
Espèces de rang inférieur
- † Basilosaurus isis (Andrews, 1904)
- † Basilosaurus cetoides (Owen, 1839)

Synonymes
- † Zeuglodon (Owen, 1839)
- † Hydrarchos (Koch, 1845)
- † Alabamornis (Abel, 1906)

Basilosaurus (littéralement « lézard royal » en grec ancien) est un genre fossile de cétacés archaïques et carnivores de très grande taille, ayant vécu vers la fin de l'Éocène, il y a entre −41,3 et −33,9 millions d'années, dans ce qui sera plus tard l'Afrique du Nord et les États-Unis. 
Décrite pour la première fois en 1834, c'est la toute première baleine préhistorique connue de la paléontologie. 
Basilosaurus fut dans le passé un taxon poubelle, rassemblant de nombreuses espèces de cétacés de l'Éocène. Puis il a lentement été réévalué, et diverses espèces ont été reclassées dans d'autres genres, nouveaux ou déjà existants, ne laissant que deux espèces confirmées : Basilosaurus cetoides et Basilosaurus isis.

## Description
Mesurant dans les 15 à 18 mètres de long pour B. isis et dans les 17 à 20 mètres de long pour B. cetoides, le tout pour un poids estimé à 60 tonnes,,, ce genre figure parmi les plus grands animaux connus à exister peu après l'extinction Crétacé-Tertiaire survenue quelques millions d’années plus tôt. D'après  sa denture assez spéciale, il a été très probablement un chasseur traquant des cétacés ou des poissons d'une taille jugée suffisante pour son repas, soit l'équivalent d'un dauphin. L'animal possédait encore deux petites nageoires postérieures héritées d'un ancêtre terrestre, qui devaient désormais participer principalement à l'accouplement. 

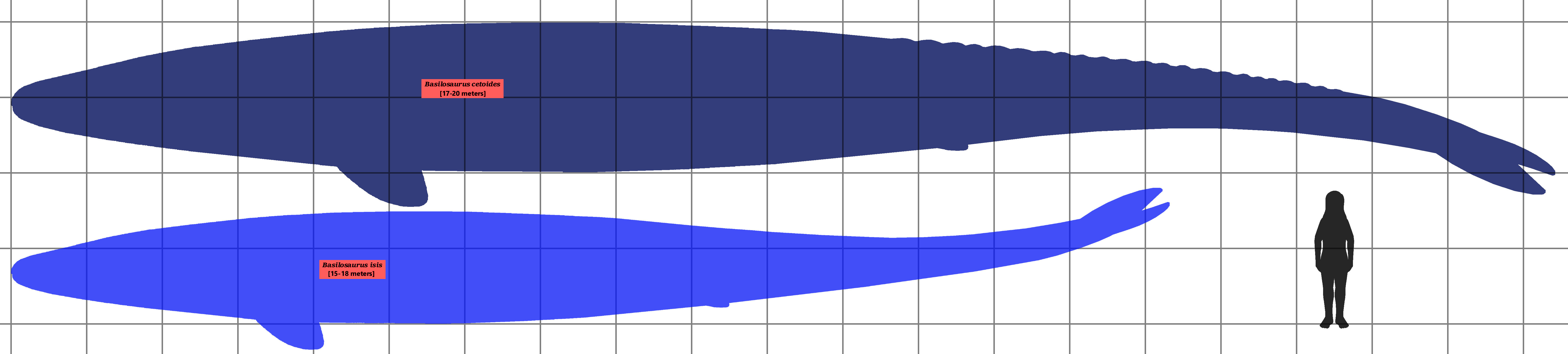
Comparaison avec la taille d'un humain d'un Basilosaurus cetoides et Basilosaurus isis.

## Découvertes fossiles

Squelette fossile attribué à Basilosaurus isis, découvert dans la vallées des baleines, en Égypte.

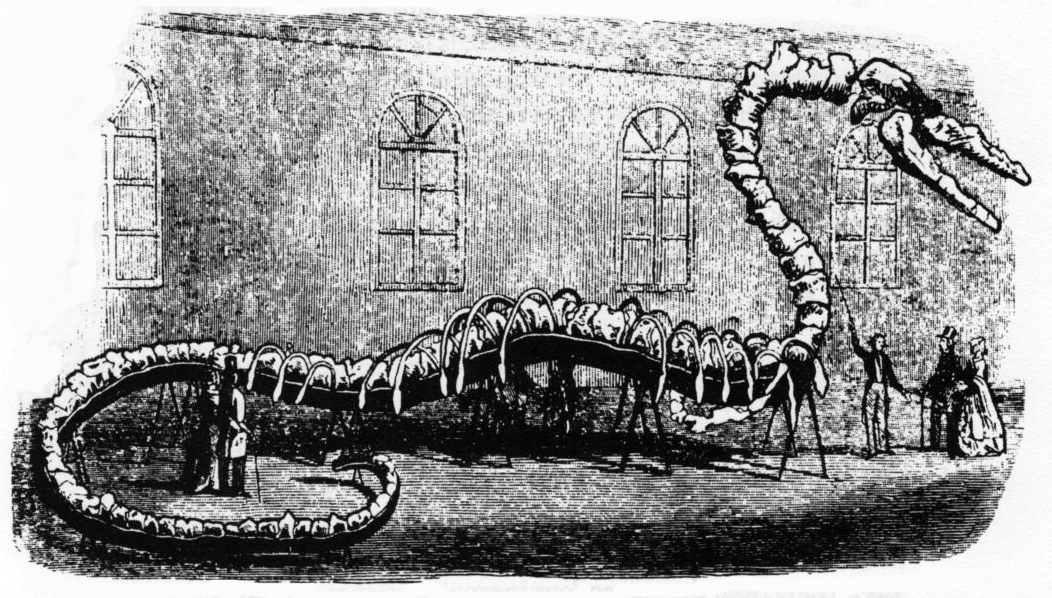
Un fossile dHydrarchos de 35 m de long par Albert Koch (1845).
Il fut reconnu comme un assemblage d'os d'au moins 5 spécimens fossiles de Zeuglodon. Ce dernier sera détruit durant le grand incendie de Chicago, en 1871.

Les fossiles de Basilosaurus ont été découverts pour la première fois en Alabama et dans le Mississippi (Basilosaurus cetoides) aux États-Unis au XIXe siècle.
Le paléontologue Richard Harlan, qui posséda les premiers ossements de Basilosaurus, a d'abord cru qu'il s'agissait d'un squelette de serpent de mer, c'est pourquoi il l'a classé parmi les reptiles, d'où le suffixe -saurus, signifiant reptile, le nom complet pouvant se traduire par « lézard royal »,. 
Cette erreur fut décelée quelques années plus tard, mais son nom ne fut pas changé. Richard Owen, lui, après avoir longuement étudié les fossiles, reconnut un mammifère, qu'il baptisa Zeuglodon.
Note : on pourrait l'appeler Basilocetus.
D'autres espèces ont été déterrées au Sahara oriental, notamment en Égypte et au Pakistan (Basilosaurus isis), ainsi que dans le désert d'Ocucaje au sud d'Ica (Pérou). L'emplacement, la vallée des baleines ou Wadi el Hitan, correspondrait à une partie de l'ancien paléo-océan Téthys qui s'étendait de l'emplacement actuel du Pakistan (Balouchistan) à l’Égypte.

## Taxonomie

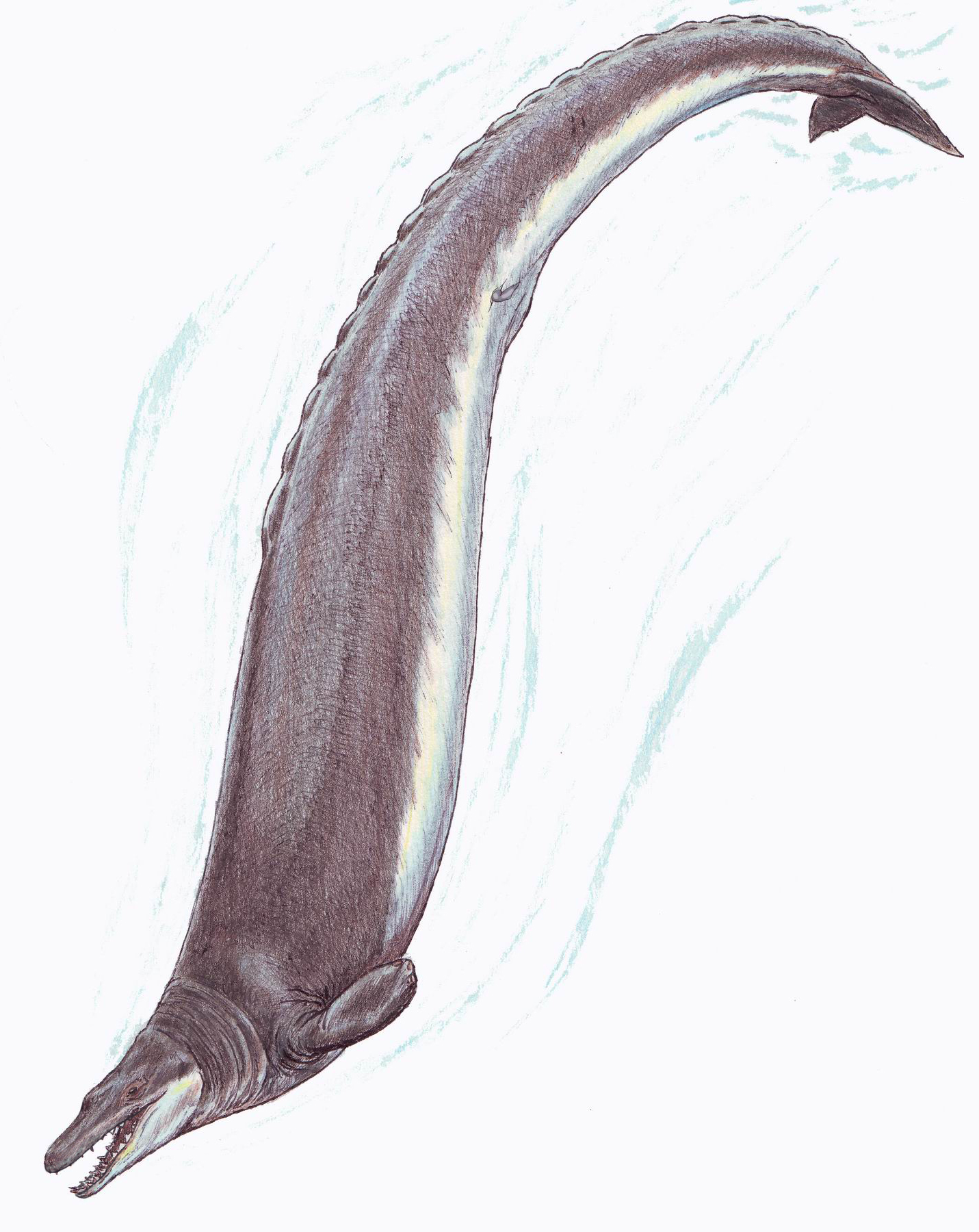
Reconstitution de Basilosaurus cetoides.

Ci-dessous, l'analyse phylogénétique du placement de Basilosaurus. Deux sous-familles existent dans le taxon Basilosauridae : les Basilosaurinae, qui comprend Basilosaurus, et les Dorudontinae. Ces groupes ont été déclarés invalides dans le passé, car on pensait que des restes fossiles attribués au genre Dorudon représentaient des Basilosaurus juvéniles,,.
|  | \| \| †Basilosaurus \| \| \| \| \| \| †Basiloterus \| \| \| \| \| \| †Eocetus \| \| \| \| |
|  |                                                                                           |
|  | †Platyosphys                                                                              |
|  |                                                                                           |
|  | †Basilosaurus                                                                             |
|  |                                                                                           |
|  | †Basiloterus                                                                              |
|  |                                                                                           |
|  | †Eocetus                                                                                  |
|  |                                                                                           |

|  | †Basilosaurus |
|  |               |
|  | †Basiloterus  |
|  |               |
|  | †Eocetus      |
|  |               |

|  | \| \| †Basilosaurus \| \| \| \| \| \| †Basiloterus \| \| \| \| \| \| †Eocetus \| \| \| \| |
|  |                                                                                           |
|  | †Platyosphys                                                                              |
|  |                                                                                           |
|  | †Basilosaurus                                                                             |
|  |                                                                                           |
|  | †Basiloterus                                                                              |
|  |                                                                                           |
|  | †Eocetus                                                                                  |
|  |                                                                                           |

|  | †Basilosaurus |
|  |               |
|  | †Basiloterus  |
|  |               |
|  | †Eocetus      |
|  |               |

## Culture populaire

### Dans des œuvres documentaires ou fictives
Basilosaurus apparaît dans les documentaires télévisés Sur la terre des monstres disparus (2001), Les Monstres du fond des mers (2003) et Évolutions (premier épisode : « La baleine à quatre pattes », 2008). Il est aussi représenté dans l'album de bande dessinée Le Dernier Pharaon, paru en 2019, de la série Blake et Mortimer, scénarisé par Jaco Van Dormael, Thomas Gunzig et François Schuiten, dessiné par ce dernier et colorisé par Laurent Durieux ; il évolue dans Bruxelles, dont une partie est, dans l'intrigue, inondée. Il est aussi évoqué dans Erectus de Xavier Müller aux côtés d'autres espèces ainsi que dans Moby Dick d'Herman Melville.

### Dans les jeux
- Dans le jeu d'arcade The Ocean Hunter, un basilosaurus apparait en tant que mini-boss.
- Dans le jeu Ark Survival Evolved, Basilosaurus est l'une des créatures du jeu pouvant être apprivoisées.
- Basilosaurus apparaît dans un DLC du jeu Wildlife Park 2.
- Basilosaurus  apparaît dans l'application Android "Jurassic Park Builder".